# 南京長江大橋
南京長江大橋（なんきんちょうこうだいきょう）は、中華人民共和国江蘇省南京市に位置する自動車、鉄道両用橋梁。長江北岸の浦口区と、長江南岸の南京城側の鼓楼区とを連絡する。1960年に建設開始、1968年に完成した。1950年代の武漢長江大橋がソ連の援助によって建設されたのに対し、南京長江大橋は中国の独自技術により設計・施工され、文化大革命中に完成したため、中国における自力更生と革命の象徴として喧伝された。
道路橋は全長4,589m、幅19.5m、長江にかかる主な部分は長さ1,577mであり、上部が道路、下部が鉄道（中国国鉄京滬線）と2階構造となっており、橋の両端には4つの橋頭堡があり、各橋頭堡の高さは70mである。鉄道橋は全長6,772m、幅14m、長江にかかる主な部分は道路橋同じく長さ1,577mである。建設に要した鋼材は約10万トン、セメント100万トン、費用は2億8千万元である。橋のデザインは社会主義国家独特のものになっている。長江大橋の袂には大橋公園があり入場料5元のほかに橋堡参観料7元を払ってエレベーターで橋の上に出ることができる。
完成当時は鉄道道路併用橋としては世界最長であった。またこの開通によって、かつては長江で分断されていた京滬線がつながり、北京と上海が鉄道で直結された。
川の下流に位置し欄干も特に対策もされないため自殺しやすい場所として有名となり、年間百数十人もの自殺者がいる自殺の名所となっている。

## ギャラリー

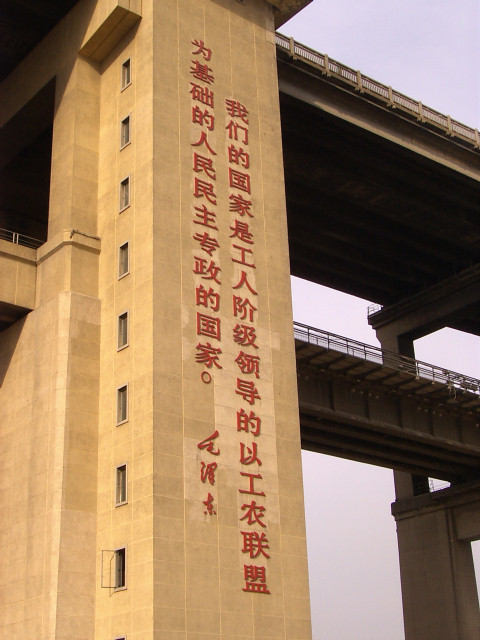
橋頭堡
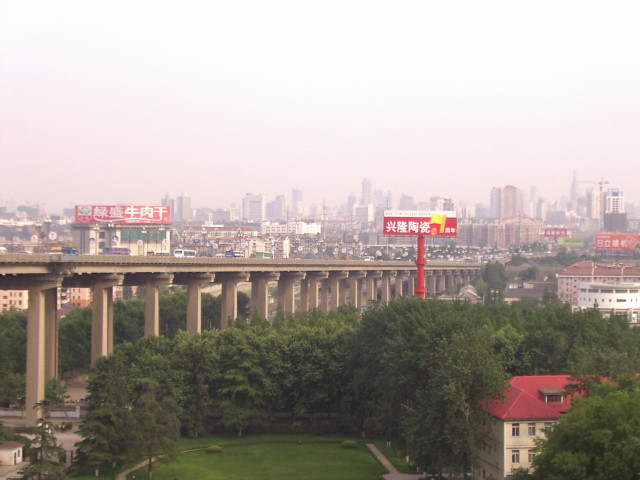
長江大橋から見る南京市内
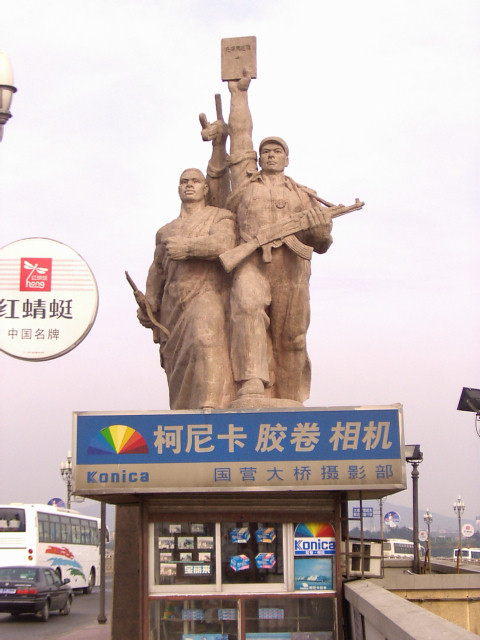
社会主義国を象徴する像
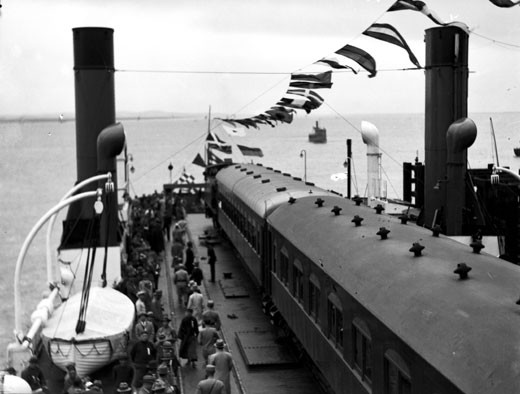
1930年代には列車を船で渡していた